# Phascolosoma carneum
Phascolosoma carneum är en stjärnmaskart som beskrevs av Leuckart och Rnppell 1828. Phascolosoma carneum ingår i släktet Phascolosoma och familjen Phascolosomatidae. Inga underarter finns listade i Catalogue of Life.